# Ringenes Herre - Kongen vender tilbage
Ringenes Herre – Kongen vender tilbage er tredje del af J.R.R. Tolkiens trilogi Ringenes Herre.
Bogen blev filmatiseret i 2003 af Peter Jackson, se Ringenes Herre - Kongen vender tilbage.
| Bog | Spire Denne artikel om bøger og tidsskrifter er en spire som bør udbygges. Du er velkommen til at hjælpe Wikipedia ved at udvide den. |